# لیفتا

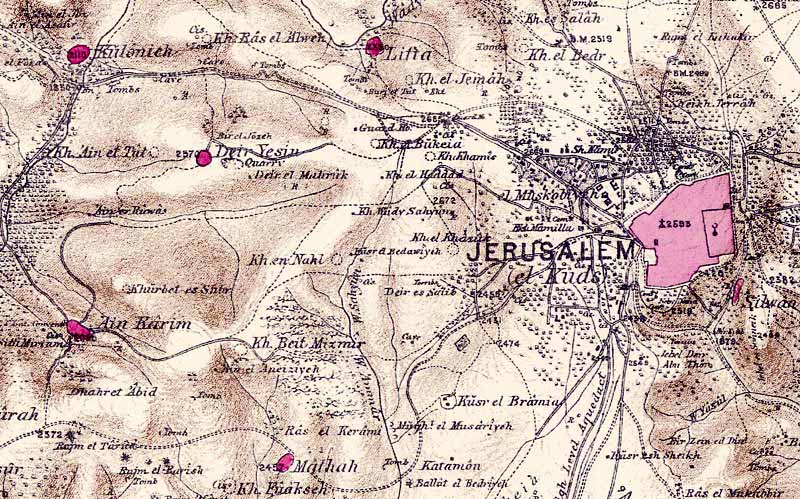
لیفتا در رابطه با اورشلیم در دهه ۱۸۷۰

لیفتا، (عربی: لفتا ; عبری: ליפתא‎) یک روستای عرب نشین فلسطینی در حومه بیت‌المقدس بود. این روستا در اوایل جنگ داخلی ۱۹۴۷–۱۹۴۸ در فلسطین تحت قیمومیت خالی از سکنه شد.
در ژوئیه ۲۰۱۷ اسرائیل لیفتا (به نام Mei Neftoach) را به عنوان ذخیره گاه طبیعی ملی اعلام کرد که از آن به عنوان «پمپئی فلسطینی» یاد شده‌است.

## تاریخ

### شناسایی کتاب مقدس
برخی این سایت را با می نفتوچ کتاب مقدس یکسان می‌دانند. در کتاب مقدس عبری این روستا به عنوان مرز بین قبایل اسرائیلی یهودا و بنیامین ذکر شده‌است و شمالی‌ترین نقطه مرزی قلمرو قبیله یهودا بود.سایر محققان این شناسایی را قابل قبول است اما به هیچ وجه قطعی نمی‌دانند.

### عصر آهن
بقایای باستان‌شناسی مربوط به عصر آهن II در این روستا پیدا شده‌است.

## افراد قابل توجه
- رسمیا عوده
- یحیی حموده